# Mahmood Bakri
Mahmood Bakri es un actor de cine palestino. Conocido por su papel en la premiada película Hacia una tierra desconocida, cuyo rol le valió una nominación en los Premios de la Sociedad Internacional de Cinéfilos 2025 a mejor actor.

## Biografía
En 2022 el director de la película Hacia una tierra desconocida, Mahdi Fleifel se reunió con Bakri para una primera audición para interpretar el papel de Chatila, rol que Fleifel venía buscando desde hace años. En dicha audición, según palabras del propio Bakri, al director no le había gustado su interpretación. En ese momento el actor llevaba el pelo largo. Para una segunda audición, esta vez a cargo de un director de casting, Bakri se presentó con una apariencia más parecida al del personaje. Finalmente fue aprobado por el propio director de la cinta.
La película se estrenó en el programa de la Quincena de Realizadores del Festival de Cine de Cannes de 2024, y tuvo su estreno en Norteamérica en el Festival Internacional de Cine de Toronto de 2024.

## Filmografía
- Alam (2022)
- The Teacher (2023)
- The Strangers' Case (2024)
- Hacia una tierra desconocida (2024)